# Ібрагімов (кратер)
Ібрагімов (лат. Ibragimov) — кратер на Марсі. Діаметр — 87 км; розташований на сході плато Тавмасія (координати центру — 25,43° пд. ш. 59,57 зх. д.).
Названий на честь азербайджанського й радянського астрофізика Надіра Ібрагімова, який займався спектрофотометрією планет, у тому числі Марса, та отримав цінні дані щодо його поверхні та атмосфери. Цю назву було затверджено Міжнародним астрономічним союзом у серпні 1982 року.